# Hypnum lamasicum
Hypnum lamasicum là một loài Rêu trong họ Hypnaceae. Loài này được Spruce ex Mitt. mô tả khoa học đầu tiên năm 1869.